# イスラエル賞
イスラエル賞（פרס ישראל、Israel Prize）は、イスラエル国が授与する賞であり、同国最高の栄誉ある賞とされている。 毎年、独立記念日（5月14日）にエルサレムで受賞式典が行われ、大統領、首相、クネセト（イスラエルの議会）議長、最高裁判所長官が出席する。1953年、当時の文部大臣 Ben-Zion Dinor の発案で創設され、彼自身も1958年と1973年に受賞している。

## 受賞条件
この賞は以下の4分野に対して授与され、各年の詳細な対象分野は4年から7年のサイクルで毎年変更されるが、最後の分野については毎年授与している。
- 人文科学、社会科学、ユダヤ教研究
- 自然科学
- 文化、芸術、コミュニケーション、スポーツ
- 国家への生涯に渡る並外れた貢献（1972年以降）

受賞対象となるのはその分野で優れた業績を示した、あるいはイスラエルの文化に多大な貢献をしたイスラエルの市民または団体である。審査委員会が受賞者を選定し、文部大臣に推薦する。
審査委員は毎年文部大臣が分野ごとに選任する。審査委員会では必ず満場一致で受賞者を選定する。
賞金は2008年時点で75,000新シェケルだった。

## 受賞者
2009年時点で633個の賞が授与されている。特筆すべき受賞者として、シュムエル・アグノン（作家）、マルティン・ブーバー（宗教哲学）、アバ・エバン（政治家）、アブラハム・B・イェホシュア（作家）、ロバート・オーマン（経済学）、ゴルダ・メイア（首相）、アモス・オズ（作家）、エフライム・キション（作家）、デイヴィッド・グロスマン（作家）、ナオミ・シェメル（作詞・作曲）、エフライム・カツィール（政治家、物理学者）、レスリー・ライセロヴィッツ（化学者）、テディ・コレック（エルサレム市長）、トポル（俳優）などがいる。団体としては、イスラエル国防軍、イスラエル・フィルハーモニー管弦楽団、ユダヤ機関、ヤド・ヴァシェム、ユダヤ民族基金、ハビマー、ベツァルエル美術デザイン学院などが受賞している。基本的にイスラエル市民でなければ受賞対象とならないが、長年イスラエルに居住している人に与えられることもある。指揮者のズービン・メータはインド人だが、イスラエル・フィルハーモニー管弦楽団での長年の貢献により1991年にイスラエル賞特別賞を受賞した。

## 論争
受賞者選定については、時折熱烈な政治的論争を引き起こすことがある。1993年、時の首相イツハク・ラビンは Yeshayahu Leibowitz が受賞候補となった際に強烈な反対を表明し、Leibowitz が賞を辞退することになった。2004年、時の文部大臣リモール・リブナットは、審査委員会から彫刻家 Yigal Tumarkin を受賞者候補とする決定が上がってきたとき、2度にわたって差し戻した。最高裁判所による裁定にまでもつれたケースとして、政治評論家 Shmuel Shnitzer、政治家 Shulamit Aloni、歴史学者 Zeev Sternhell、マッカビ・テルアビブBC会長 Shimon Mizrahi といった例がある。
受賞者が受賞を拒むこともある。例えば、首相ダヴィド・ベン＝グリオンやコメディアンの Uri Zohar が受賞を辞退している。2003年、Moshe Gershoni は報道機関に対して首相や文部大臣と握手する気はないと述べ、彼の受賞は取り消された。
また別の面からの批判として、受賞者の大部分が男性ユダヤ人で俗人である点が指摘されている。イスラエルの人口の25%は非ユダヤ人だが、2010年時点で非ユダヤ人の受賞者は2%より少ない。アラブ人キリスト教徒が同時受賞すると知った物理学者ユヴァル・ネーマンが賞を辞退したこともある。